# Die Sorgenfresser
Die Sorgenfresser ist eine deutsche animierte Zeichentrickserie. Die Erstausstrahlung erfolgte am 2. Dezember 2017 auf Nick im Rahmen des Programmblocks Nick Jr. Die Serie wird von Nickelodeon in Zusammenarbeit mit Hahn Film produziert und basiert auf den Sorgenfresser-Plüschfiguren, die 2008 von Gerhard Hahn entwickelt wurden.

## Sorgenfresser
Filmproduzent Gerhard Hahn, der Leiter des Berliner Trickfilmstudios Hahn Film, schuf 2008 die Figuren der Sorgenfresser. Nach eigenen Aussagen beschäftigte ihn zu dieser Zeit eine geschäftliche Sorge, die er am liebsten „von einem Monster fressen lassen wollte“. Die Sorgenfresser sind bunte Fabelwesen mit einem Reißverschluss als Mund, in den man seine aufgeschriebenen Sorgen stecken soll. Die Plüschfiguren wurden in mehreren europäischen Ländern ausgezeichnet, zum Beispiel 2014 in Großbritannien mit dem Independent Toy Award.
Neben den Plüschfiguren veröffentlichte Hahn mehrere Kinderbücher mit den Sorgenfressern, außerdem gibt es verschiedene Spiel- und Schreibwaren sowie andere Merchandising-Artikel. Im Verlag Egmont Ehapa Media erschien ab 2015 zu jeder Sorgenfresser-Figur ein separates Magazin.

## Inhalt
Zu Beginn jeder Episode wird ein Kind vorgestellt, das von einer Sorge oder einem Problem bedrückt wird. Bevor es zu Bett geht, schreibt es seine Sorge auf einen Zettel und steckt diesen in seinen Sorgenfresser. Ist das Kind dann eingeschlafen, wird der Sorgenfresser lebendig, weckt das Kind und reist mit ihm ins Dada-Land. Dort erleben sie verschiedene Abenteuer, die sich zumeist um die Probleme der Sorgenfresser selbst drehen, an deren Lösung das Kind aktiv mitwirkt. Beim Erwachen am nächsten Morgen ist das Kind schließlich in der Lage, seine Sorge vom Vorabend zu überwinden und aufzulösen.

## Episoden
Bisher (Stand Februar 2019) wurden 14 Episoden der Serie produziert.
| Nr. | deutscher Titel          | Erstausstrahlung  |
| --- | ------------------------ | ----------------- |
| 1   | Schnulli rastet aus      | 2. Dezember 2017  |
| 2   | Tortenschlacht           | 9. Dezember 2017  |
| 3   | Trudi hebt ab            | 12. Dezember 2017 |
| 4   | Beere gut – alles gut!   | 16. Dezember 2017 |
| 5   | Du kannst das, Lotti!    | 23. Dezember 2017 |
| 6   | Ping und Pomm            | 24. Dezember 2017 |
| 7   | Schattenfreunde          | 30. Dezember 2017 |
| 8   | Bloß nichts Neues!       | 24. Januar 2018   |
| 9   | Hello, bleib cool!       | 22. Januar 2018   |
| 10  | Bobbels Schnuffeltuch    | 29. Januar 2018   |
| 11  | Chaos im Hühnerstall     | 27. Januar 2018   |
| 12  | Äh… tut mir leid, Wanda! | 28. Januar 2018   |
| 13  | Schnitzelschatz          | 27. Januar 2018   |
| 14  | Fin auf großer Fahrt     | –                 |

## DVD-Veröffentlichung
Im Jahr 2018 wurden 5 Episoden der Serie auf der DVD Sorgenfresser – Abenteuer in Dadaland veröffentlicht.